# Bunn (Carolina del Nord)
Bunn è un comune degli Stati Uniti d'America, situato in Carolina del Nord, nella contea di Franklin.